# Léopold Gernaey
Léopold Gernaey (25 de febrer de 1927 - 1 d'agost de 2005) fou un futbolista belga que va formar part de l'equip belga a la Copa del Món de 1954.